# Stade de Lahti
 (avril 2025).
Si vous disposez d'ouvrages ou d'articles de référence ou si vous connaissez des sites web de qualité traitant du thème abordé ici, merci de compléter l'article en donnant les références utiles à sa vérifiabilité et en les liant à la section « Notes et références ».
Le stade de Lahti (en finnois : Lahden stadion) est le stade multi-sport de Lahti en Finlande.

## Présentation
En hiver, le stade est utilisé pour des épreuves de ski de fond, de combiné nordique et de biathlon, et notamment pour les jeux du ski de Lahti.
En été il est utilisé pour le football et sert de stade résident au club de FC Lahti. Sa capacité est de 14 500 places dont 7 465 places assises.

## Histoire
Tout proche des tremplins utilisés pour le saut à ski, le stade a accueilli à trois reprises les Championnats du monde de ski nordique  (1989, 2001 et 2017) , plusieurs épreuves de Coupe du monde de ski de fond et deux Championnats du monde de biathlon (1981, 1991 et 2000). 
Il a également accueilli le Championnat d'Europe de football féminin 2009.

## Galerie

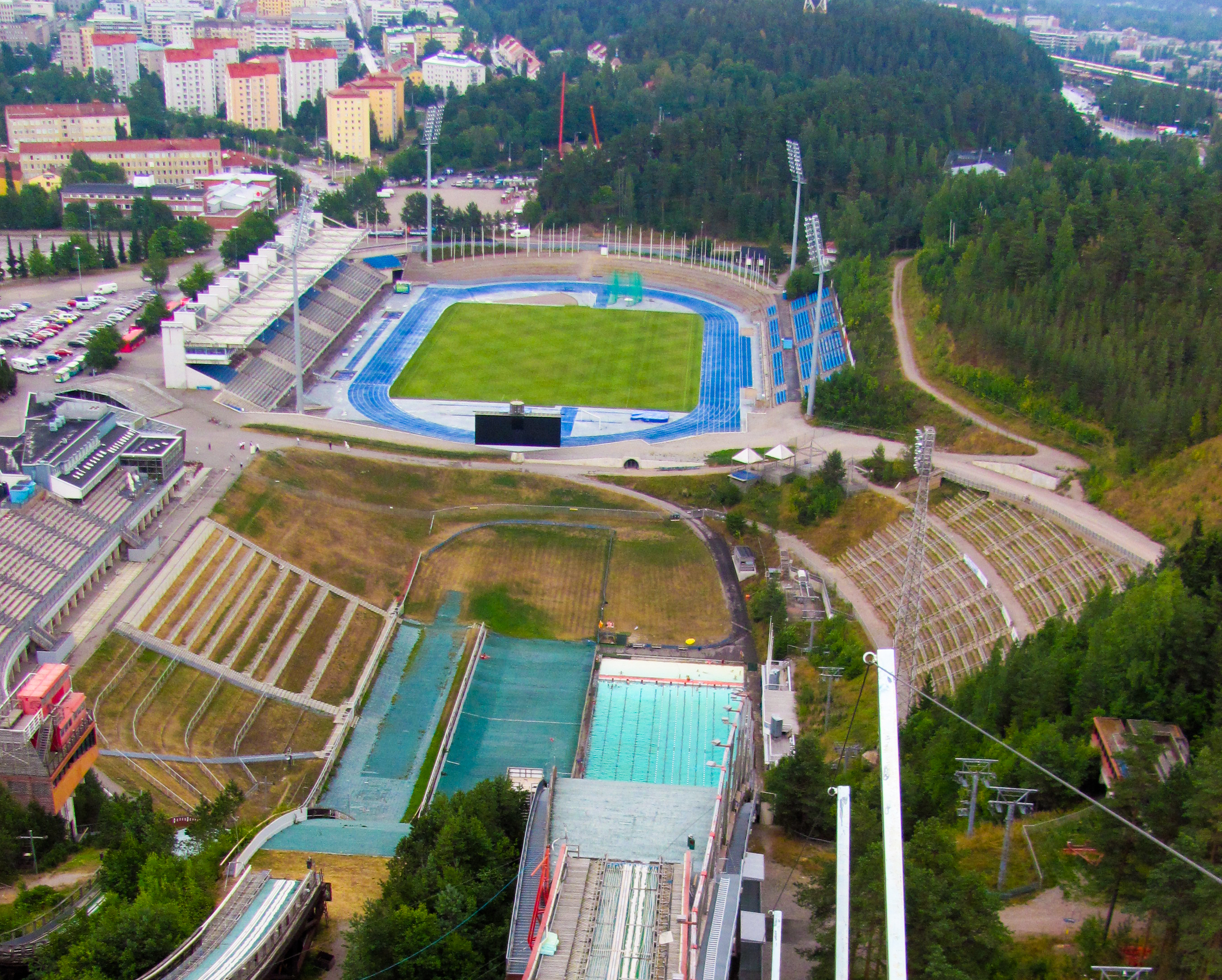
Le stade vu des tremplins.
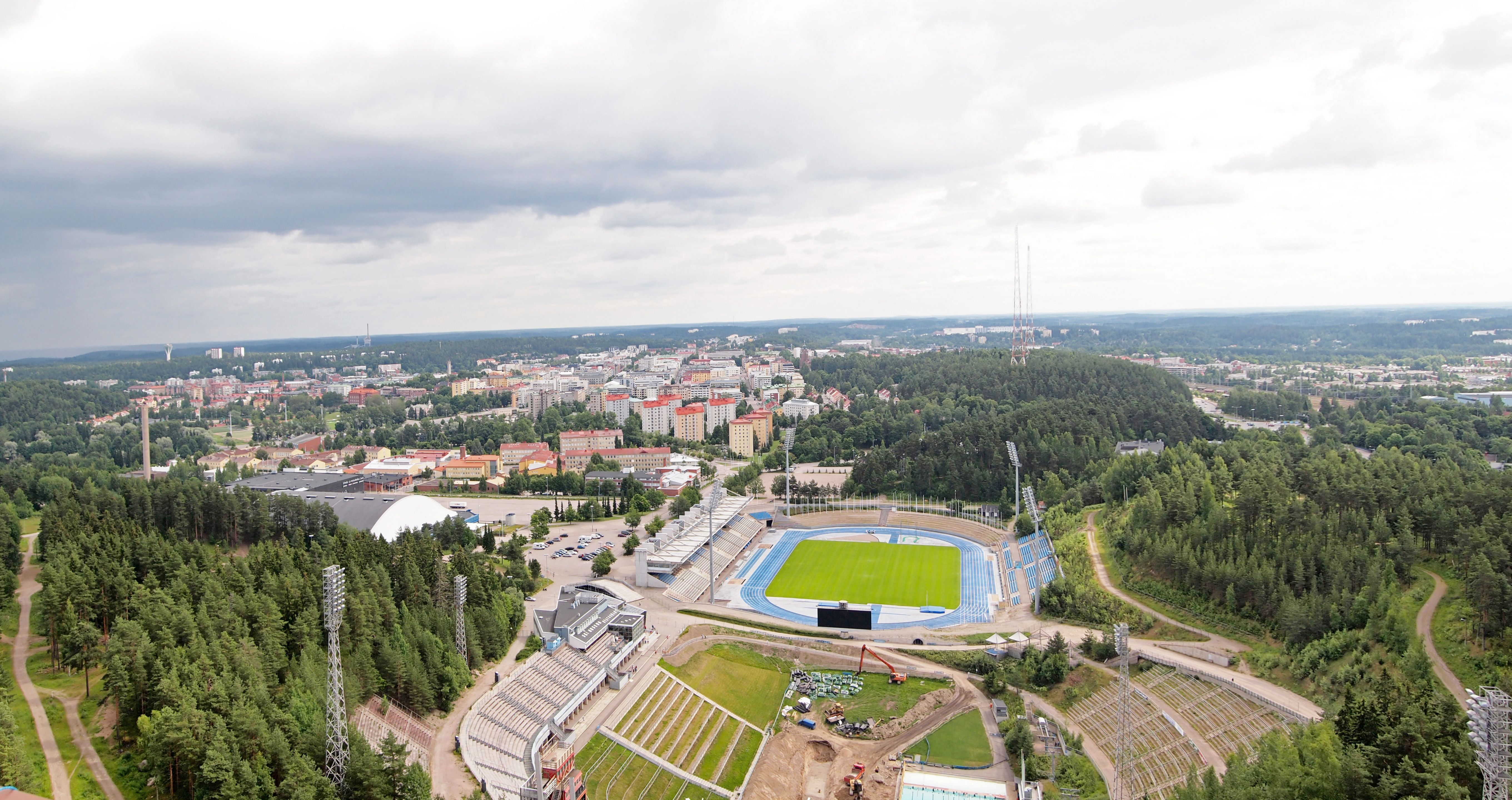
Le stade vu des tremplins.
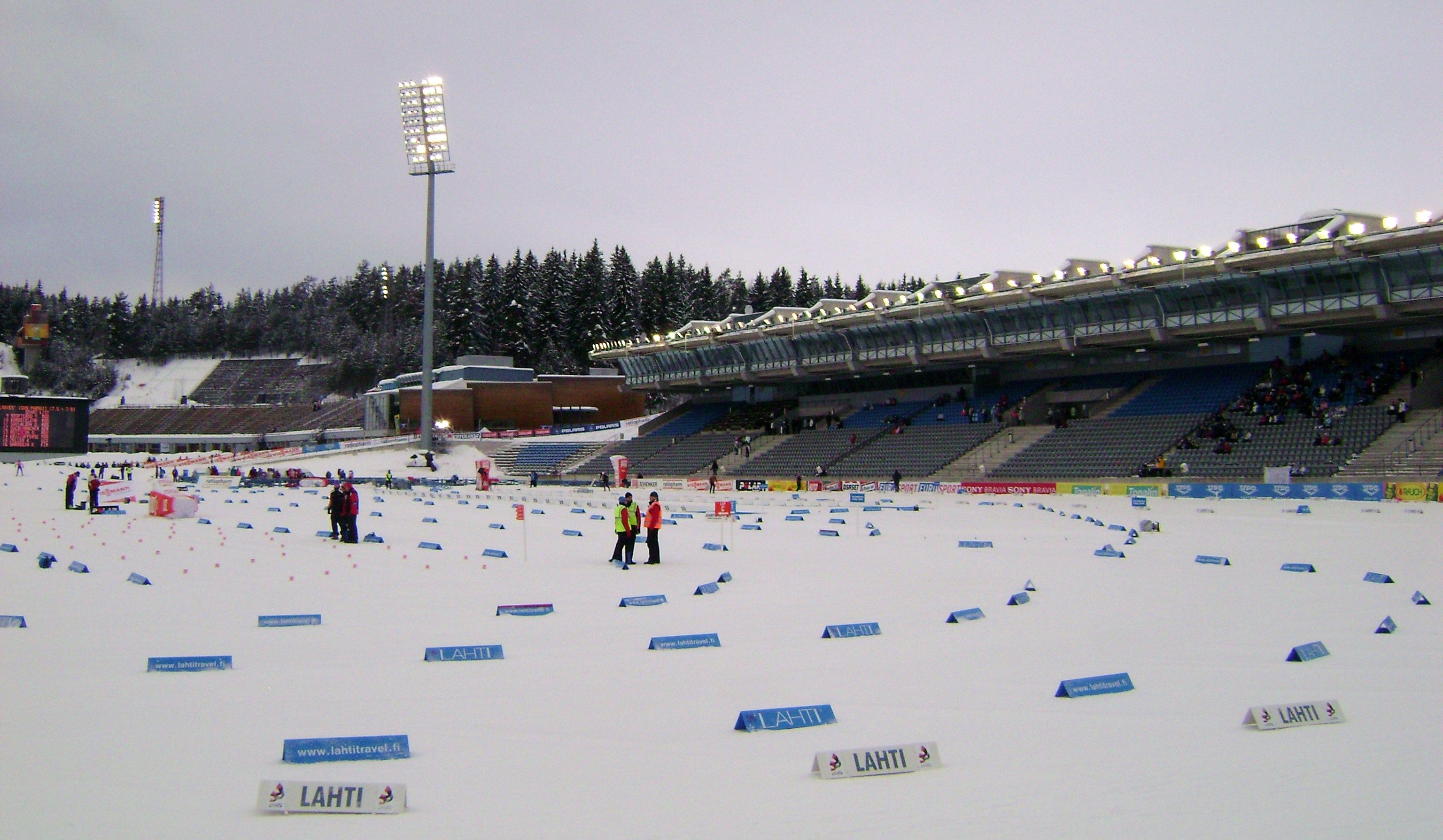
Le stade en mars durant les jeux du ski.
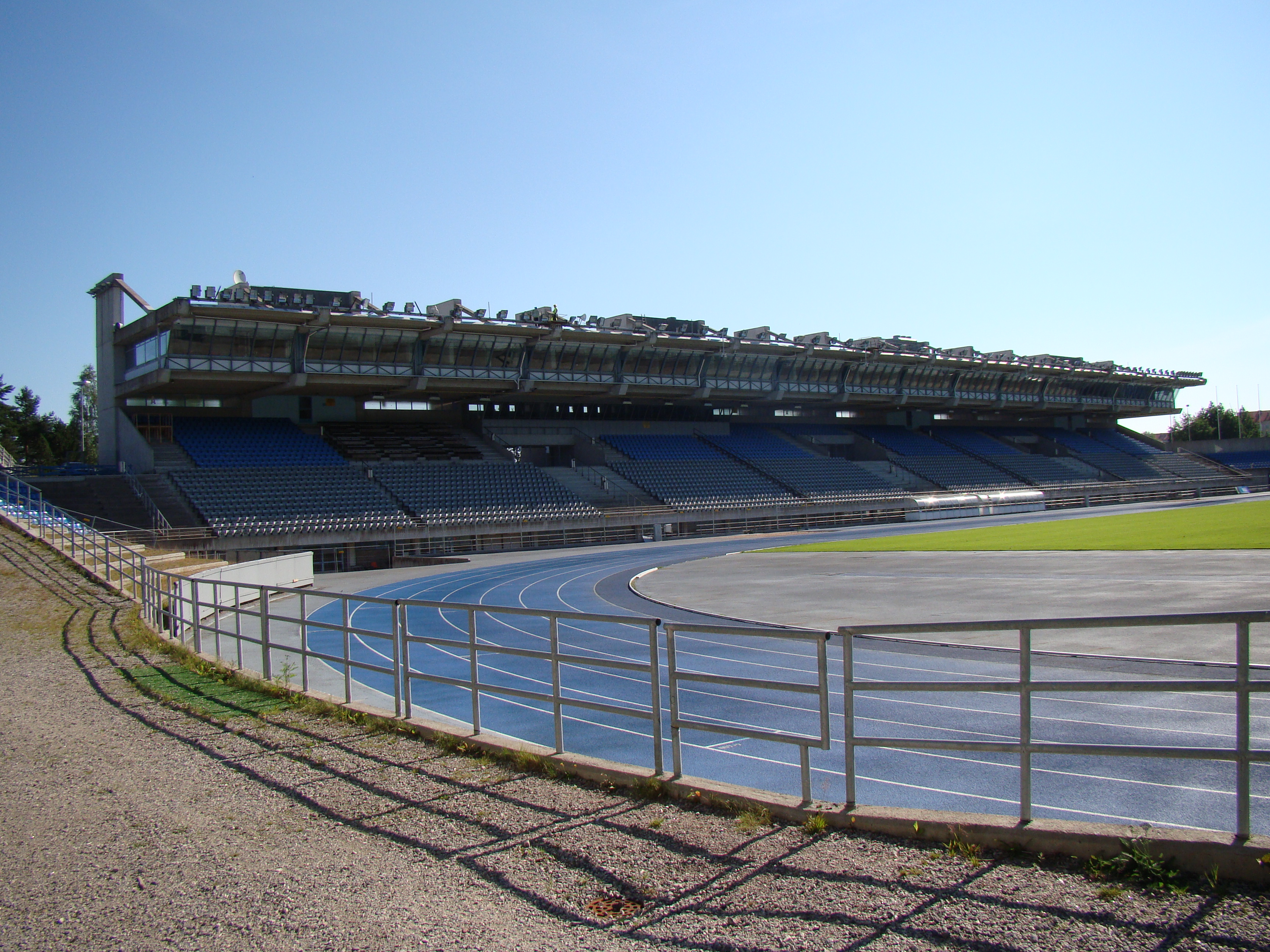
La tribune